# Графство Шаунберг
Графството Шаунберг (на немски: Grafschaft Schaunberg; Schaumberg) е територия на Свещената Римска империя в Горна Австрия от 12 век до 1572 г.